# Ражањско црепуљарство
Ражањско црепуљарство најмлађи је и уједно најраспрострањенији занат, керамичке продукције, настао у селу Рујиште у околини Ражња, у 19. веку. Израдом црепуља у селу Рујиште традиционално се баве мушкарци, али данас овим занатом почињу да се баве и жене. Ражањско црепуљарство уврштено је 2019. године у Национални регистар нематеријалног културног наслеђа у Србији.

## Опште информације
Црепуља је једна од најстаријих форми кухињске керамике, плитког кружног облика у којој се на огњишту пекао хлеб. Назив је добила по томе што се израђује од печене земље сличне црепу, и начин прављења посуде који је исти као за прављење црепа. Она је заједно са лонцем — земљаном посудом за кување хране, најстарија и најзаступљенија људска тековина, која се као кухињска керамика, у различитим димензијама и у више варијанти, користила још од млађег неолита, Могу бити различите величине, а најчешће су округле, са рупом у средини пречника до пола метра или без ње.

## Синоними за црепуљу
Црепуља — цријепња — црепна — черепња — подница — шириње — ћиримн — чиримн.

## Историја
Према појединим етнолозима сматра се да су црепуљу на Балканско полуострво из своје прапостојбине донели Словени. То закључују на основу назива словенског порекла који се појављује у више варијанти, као црепуља, црепња, црепна, черепња, подница, а који се одомаћио и у несловенским језицима. 
Међутим, историјска чињеница је да се црепуља користила још у млађем неолиту на простору Балканског полуострва и шире. Прошавши кроз све епохе (укључујући и средњи век) у готово неизмењеном облику црепуља је доспела до наших дана с истим функционалним карактеристикама, што доводи у питање веродостојност навода појединих етнолога да је црепуља словенског порекла.
На централном делу Балкануског полуострва, на простору који данас заузима Србија, прво керамичко посуђе појављује се у неолиту, на прелазу 7. у 6. миленијум п. н. е. Од тада, керамика није изгубила на значају. Оно што је чини јединственим феноменом у технолошком погледу је чињеница да се откривањем нових техника и производних процеса, стари, већ усвојени и овладани, нису напуштали, већ су настављали да живе и активно коегзистирају све до данас.
Израда црепуља карактеристична је за Балканско полуострво, нарочито његов источни, а делимично и централни део. Све до средине 20. века, црепуље су биле неизоставни део кухињског инвентара, посебно у сеоским срединама планинских области Румуније, Бугарске, Македоније, Грчке, Албаније, Црне Горе и Србије.
У Србији је постојало неколико центара за израду црепуља, међу којима се нарочито истичу село Роге у ужичком крају, Котража у Јасеници, Врњци, Рујиште код Ражња, неколико села код Новог Пазара итд.

## Црепуљарство у селу Рујишту
Црепуље су на простору Југоисточне Србије у почетку након досељавања Словена обично израђивале старије жене вичне овом послу, које су црепуље обликовела с пролећа о Спасова месеца и рано с јесени када се заврше пољски радови, а време није превруће и нема јаких мразева.
Као занатска делатност израда црепуља у селу Рујиште код Ражња зачета је знатно касније од појаве првих црепуља у ражањском крају и датира из 19. века, када су се развијали и бројни други стари занати на простору Кнежевине Србије.
Израдом црепуља у селу Рујиште традиционално се баве мушкарци, али се овом старом занату данас поново враћају и њиме баве и жене.

### Начин израде
У Рујишту се црепуље израђују од две врсте глине – „лулавице“ и песковите глине, које грнчари копају на Црепуљарском брду у околини сeла. 
Процес израде црепуља обухвата:
- копање глине;
- мешање глине гажењем;
- ручно обликовање посуда;
- сушење;
- „калаисање“ остацима са саструганих црепуља („струганка“),
- прскање водом и заглађивање;
- сушење – „димљење“;
- печење у „фуруни“;
- везивање жицом и „пепелисање“ пепелом из фуруне.

### Врсте црепуља
Ражанске црепуље се израђују у три величине, и могу бити:
- Црепуље са рупом у средини —  намењена за печење хлеба и погача.
- Црепуље без рупе у средини —  намењење за припрему различитих јела (под сачем).[1]